# Á Sprengisandi
Á Sprengisandi (с исл. — «По Спрейнгисандюру») — исландская песня, сочинённая поэтом Гримуром Томсеном в августе 1861 года и положенная на музыку Сигвальди Калдалонсом в 1913 году.

## Текст
| Оригинал на исландском | Перевод Светланы Суворовой |
| --- | --- |
| Ríðum, ríðum, rekum yfir sandinn, rennur sól á bak við Arnarfell. Hér á reiki' er margur óhreinn andinn úr því fer að skyggja á jökulsvell. Drottinn leiði drösulinn minn, drjúgur verður síðasti áfanginn.    | Рысью, рысью, берегом песчаным. Уплывает солнце за холмы. Наползают тени беспощадно. Оживают порожденья тьмы Святый крепкий Боже, пронеси, От напасти лютой упаси!                       |
| Þei þei, þei þei. Þaut í holti tófa, þurran vill hún blóði væta góm, eða líka einhver var að hóa undarlega digrum karlaróm. Útilegumenn í Ódáðahraun eru kannski' að smala fé á laun.                          | Чу! Лисица-оборотень злобный Жаждет кровью горло промочить. В сети тролль заманивает горный - Души в подземелье заточить. Безутешны пленники, мучаясь, Горько плача, ждут худшей участи. |
| Ríðum, ríðum, rekum yfir sandinn, rökkrið er að síga' á Herðubreið. Álfadrotting er að beisla gandinn, ekki' er gott að verða' á hennar leið. Vænsta klárinn vildi' ég gefa til að vera kominn ofan í Kiðagil. | Рысью, рысью, — луч последний тает, Злые чары в силе до утра. Эльфия младая запрягает, На пути её не жди добра. Лучшего отдал бы из коней, Чтоб домой добраться поскорей!                |

## Комментарии
Спрейнгисандюр — местность в центре Исландской возвышенности, старинная дорога, которая в Средние века проходила с юга на север Исландии. В буквальном переводе её название означает «песчаная местность, которую проезжают на лошадях до изнеможения», поскольку там практически не было ни пищи для лошадей, ни укрытия для путников. Местные жители искренне опасались посещать эту дорогу и верили, что там обитают тролли и злые духи, а также прячутся бандиты. В песне лирический герой спешит скорее преодолеть свой путь, опасаясь встречи с силами зла. Дорога Спрейнгисандюр заканчивается в долине Кидагил.

## Публичное исполнение
Во время чемпионата мира по футболу 2018 года, проходившего в России, песня была записана хором российских футбольных болельщиков как символический ответ исландским футбольным болельщикам, исполнившим песню «Калинка» перед началом первенства. На русском был исполнен первый куплет песни «Á Sprengisandi», на исландском — третий.